# Klippe (moneta)

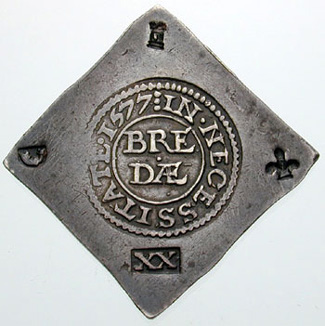
Una klippe d'argento emessa durante l'assedio di Breda del 1577

La klippe è una moneta coniata su tondelli di forma quadrata, più facilmente riproducibili in condizioni sfavorevoli, come ad esempio una città sotto assedio, rappresentando in tal senso un particolare tipo di moneta ossidionale. Furono infatti coniate klippe quadrate sia durante l'assedio di Vienna del 1529 sia durante l'assedio di Breda del 1577.
Le klippe ebbero particolare diffusione nel XVI secolo in Danimarca e Svezia (l'etimologia del nome deriva probabilmente dal termine svedese Klippa, che significa "tagliare"). Il re Cristiano II di Danimarca, per via del suo ricorrente uso di tale moneta in periodi di guerra, venne soprannominato "Kong Klipping".
Tuttavia, nel XVII secolo, le klippe venivano comunemente prodotte anche come pezzi di presentazione e medaglie. Inoltre alcune klippe furono coniate regolarmente, come le numerose varianti della città di Salisburgo, dove furono realizzate in oro e argento tra il XVI e il XVII secolo.